# Carla Herrero
Carla Herrero Torrellas (Gerona, 1994) conocida con el seudónimo de Silay Alkma, es una estudiante, conferencista y escritora española; activista contra el acoso escolar y la estigmatización de los trastornos psicológicos. 
Nacida en Gerona. Escribió sobre el acoso escolar que sufrió en el colegio, bajo el seudónimo de Silay Alkma, conformó más de cien escritos que acabaron convirtiéndose en su primer libro, como también creó un vídeo llamado “El dolor silencioso” que tuvo repercusión en las redes sociales y medios de comunicación.
Comparte su testimonio en medios de comunicación como también dando conferencias, para ayudar a otros jóvenes estudiantes, animándoles a romper la cadena del silencio y resolver el problema de violencia escolar, acoso psíquico o físico.
Su trabajo ganó el Premio del Consejo Social en temáticas de juventud de la Universidad de Gerona, en donde estudió un año de psicología. Actualmente sigue sus estudios en Universidad Nacional de Educación a Distancia y lo compagina con sus iniciativas para promover el cambio social en el ámbito educativo. En 2019, fue seleccionada junto con 500 jóvenes de todo el mundo para atender al foro joven Económico Social de las Naciones Unidas en su sede de Nueva York, aportando sus años de trabajo así como presentando su trayectoria profesional.  
Creó el Proyecto Rompe el Silencio, fue dos años premiado por la Fundación Telefónica. como también ha sido premiado por la Fundación Más Humano en los Premios Concilia, Ashoka y Boehringer Ingelheim en el premio" Making More Health".
El proyecto está presente en Perú, Ecuador, Argentina y México, entre otros.

## Libros
- 2012, En la búsqueda de la propia identidad[11]
- 2012, Alma de cristal.[12]
- 2014, Historias del silencio.[13]

### Televisión
| Año  | Título             | Canal | Notas                              |
| ---- | ------------------ | ----- | ---------------------------------- |
| 2012 | Las mañanas de TV3 | TV3   | El acoso escolar.                  |
| 2012 | Crónicas           | TVE   | Capítulo "La cadena del silencio". |
| 2013 | Sin ir más lejos   | EITB  | .                                  |